# Шаде Насер
Шаде Насер (Shada Nasser; нар. 1 травня 1964, Аден, Ємен) — перша єменська жінка-адвокатка та перша жінка, яка не прикриває лице у залах єменського суду.

## Біографія
Шаде Насер народилася 1 травня 1964 року в місті Аден, Ємен. Вона закінчила Карлів університет у Празі у 1989 році, де вивчала право. Коли відбувалося об'єднання Північного та Південного Ємену, вона повернулася до Ємену, щоб працювати адвокатом з захисту прав людини. У 1996 році вона разом з трьома іншими адвокатками заснувала юридичну фірму, в якій працюють лише жінки, у столиці Ємену місті Сана. Вона присвятила свою роботу захисту прав жінок у Ємені.

## Справи
Серед клієнтів Насер були жінки-в'язні Центральної в'язниці міста Сана. У 2005 році вона захищала молоду жінку з цієї в'язниці, яку визнали винною у вбивстві свого чоловіка, незважаючи на те, що доказів було недостатньо. Її було засуджено до смерті шляхом розстрілу, хоча вона була неповнолітньою (16 років), що заборонено законами Ємену. Дівчина завагітніла у в'язниці після того, як, по її словах, її зґвалтував охоронець. Наказ президента врятував життя дівчині за кілька хвилин до того, як її мали стратити.
Як супротивниця дитячих шлюбів у Ємені, Насер представляла 10-річну Нуджуд Алі у квітні 2008 року. Дівчинка подала на розлучення з чоловіком середнього віку, за якого її видала заміж її родина у минулому році. Алі заявила, що чоловік регулярно бив та ґвалтував її, незважаючи на його згоду утриматися від сексуальних відносин з нею, доки вона не стане старше. Суд розлучив Алі з чоловіком через кілька тижнів і вона стала наймолодшою розлученою у світі на той час. Історична справа Алі заохотила інших молодих дружин у Ємені шукати розлучення.

## Нагороди
У 2008 році Шаде Насер разом з Нуджуд Алі, адвокаткою якої вона була у справі про розлучення, стали «Жінками року» (англ. Women of the Year) журналу «Glamour» та отримали нагороду «Glamour» за голос дітей (англ. Glamour Award for the Voice of the Children).